# Elizabeth Needham
Elizabeth Needham, död 3 maj 1731, känd som Mor Needham, var en engelsk bordellmamma verksam London. Hon var förebilden för  bordellmamman i William Hogarths satirserie om Moll Hackabout. Needham var en av sin tids mest ökända personer och hennes bordell var den mest exklusiva i London under hennes samtid. Hon avled av de skador hon fick efter att ha dömts till att schavottera vid skampålen. 